# Malembo
Malembo – miasto w Angoli, w prowincji Kabinda.